# Patinage de vitesse aux Jeux olympiques de 2002
Pour des articles plus généraux, voir Patinage de vitesse aux Jeux olympiques et Jeux olympiques d'hiver de 2002.
Navigation
Nagano 1998 Turin 2006
Les épreuves de patinage de vitesse aux Jeux olympiques de 2002 se sont tenues entre le 9 février et le 23 février 2002.

## Podiums
| Épreuves | Or                  | Argent                    | Bronze             |
| -------- | ------------------- | ------------------------- | ------------------ |
| 500m H   | Casey FitzRandolph  | Hiroyasu Shimizu          | Kip Carpenter      |
| 1000m H  | Gerard van Velde    | Jan Bos                   | Joey Cheek         |
| 1500m H  | Derek Parra         | Jochem Uytdehaage         | Ådne Søndrål       |
| 5000m H  | Jochem Uytdehaage   | Derek Parra               | Jens Boden         |
| 10000m H | Jochem Uytdehaage   | Gianni Romme              | Lasse Sætre        |
| 500m F   | Catriona LeMay Doan | Monique Enfeldt-Garbrecht | Sabine Völker      |
| 1000m F  | Christine Witty     | Sabine Völker             | Jennifer Rodriguez |
| 1500m F  | Anni Friesinger     | Sabine Völker             | Jennifer Rodriguez |
| 3000m F  | Claudia Pechstein   | Renate Groenewold         | Cindy Klassen      |
| 5000m F  | Claudia Pechstein   | Gretha Smit               | Clara Hughes       |